# Hans Janmaat

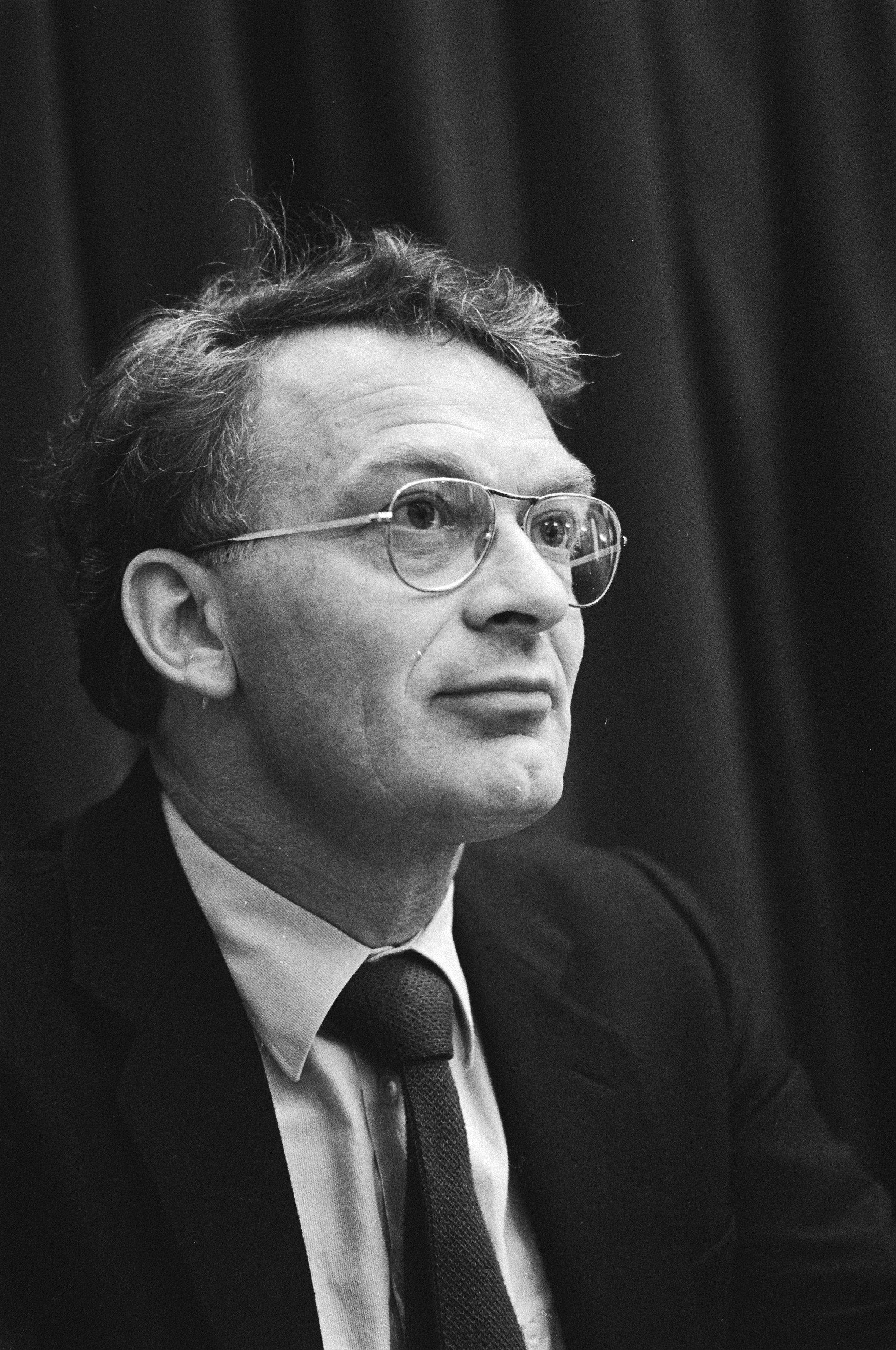
Hans Janmaat 1983 als Abgeordneter der Centrumpartij

Johannes Gerardus Hendrikus (Hans) Janmaat (* 3. November 1934 in Nes aan de Amstel, Niederlande; † 9. Juni 2002 in Den Haag) war ein niederländischer Politiker. Der Gründer der Centrum Democraten wurde bekannt für seine feindliche Einstellung zu Immigranten und Muslimen. Von 1982 bis 1986 und von 1989 bis 1998 saß er im Parlament (Zweite Kammer), das heißt bis kurze Zeit vor den Erfolgen des 2002 ermordeten Rechtspopulisten Pim Fortuyn.
Janmaat stieß bei den übrigen Parlamentsparteien auf heftige Ablehnung. 1986 wurde er Opfer eines linksradikalen Anschlags, bei dem seine Lebensgefährtin ein Bein verlor.

## Leben
Hans Janmaat war der Sohn eines Vertreters und wurde katholisch erzogen. Nach einem Vorexamen in Flugzeugbau in Delft war er Direktor einer kleinen Möbelfabrik, danach studierte er an der Universität von Amsterdam Politikwissenschaft. Von 1972 bis 1984 arbeitete er als Lehrer für Gesellschaftskunde an weiterführenden Schulen. Seine letzte Anstellung als Lehrer wurde durch ein Gerichtsurteil beendet.
Von 1966 bis 1979 war Janmaat mit Evi Hock verheiratet. 1996 heiratete er seine Sekretärin und Lebensgefährtin Wil Schuurman.

## Politische Karriere
1972 schloss Janmaat sich der Katholieke Volkspartij an und 1979 für ein Jahr den Democratisch Socialisten ’70, einer rechten Abspaltung von den Sozialdemokraten. Von 1980 bis 1984 gehörte er der Centrumpartij an, seit 1984 den von ihm gegründeten Centrum Democraten.

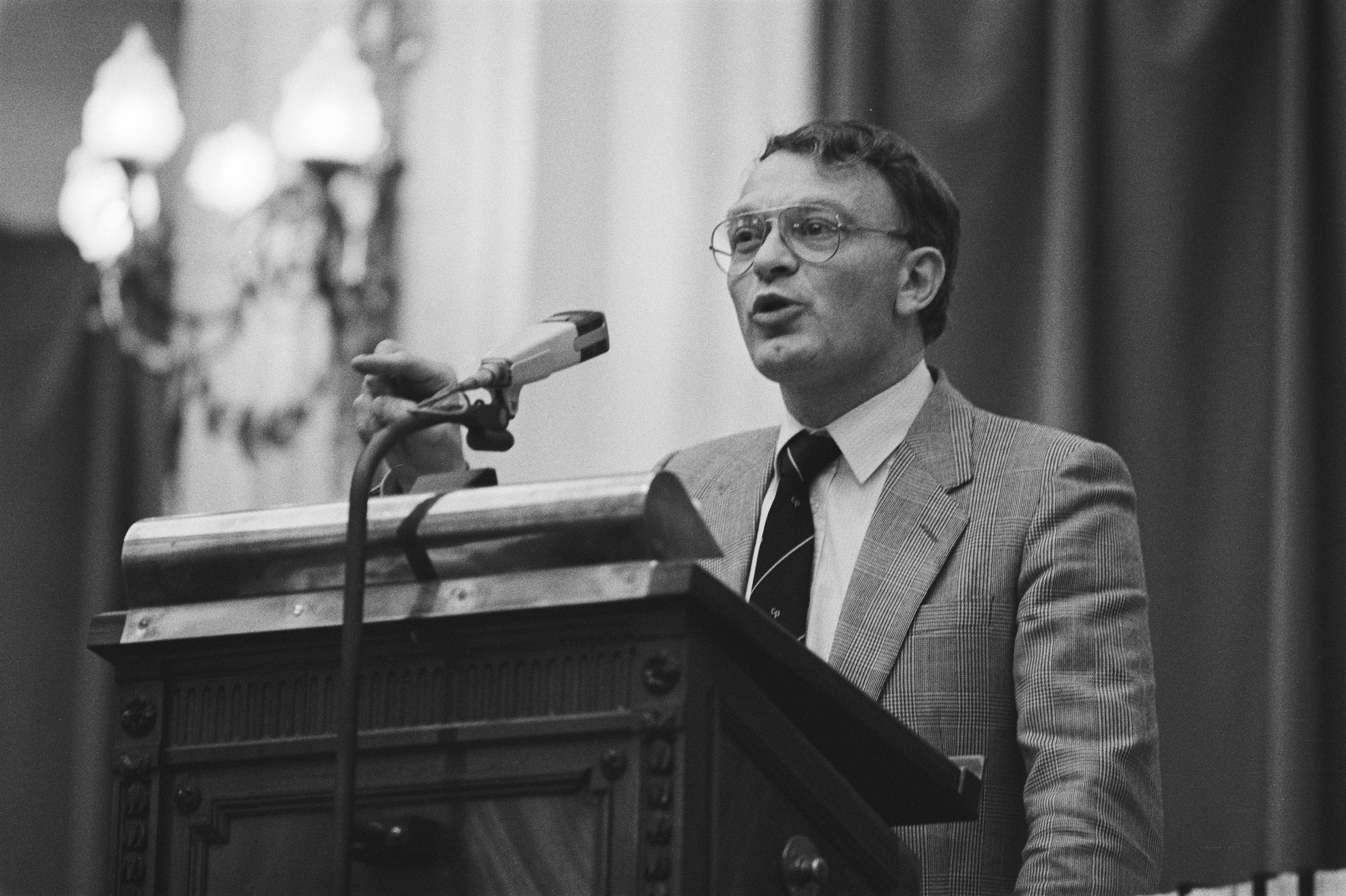
Im Mai 1984 bei einer Rede in der Zweiten Kammer

In der Centrumpartij wurde Janmaat das siebente Mitglied, nachdem er einen Zeitschriftenbericht über die weit rechts stehende und einwanderungsfeindliche Partei gelesen hatte. Im Mai 1980 wurde er Parteisekretär, im Februar 1981 Vorsitzender. 1982 kam er als einziges Mitglied seiner Partei in das Parlament.
Am 15. Oktober 1984 schloss die Centrumpartij Janmaat aus, so dass er als unabhängiges Kammermitglied weitermachte. Er gründete am 7. November eine eigene, auf ihn ausgerichtete Partei, die Centrum Democraten. 1986 wurde er nicht in die Zweite Kammer wiedergewählt. 1989 hingegen gelang ihm der Wiedereinzug. 1994 waren es drei Sitze für die CD, obwohl die Partei bei den Kommunalwahlen zuvor landesweit nur 78 Sitze errungen hatte.
1998 schieden die Centrum Democraten aus der Kammer aus. Janmaat behauptete, die Stimmcomputer seien manipuliert worden. Die Staatsanwaltschaft sah keinen Anlass, Ermittlungen aufzunehmen. Zum Wählerverlust mag die Tatsache geführt haben, dass Frits Bolkestein von der rechtsliberalen VVD mehr und mehr rechte Themen besetzte.
Am 29. März 1986 kam es zum schlimmsten Fall politischer Gewalt in den Niederlanden zwischen 1945 und der Ermordung von Pim Fortuyn 2002. Die Centrum Democraten wurden bei einer Versammlung in einem Hotel in Kedichem von linksradikalen Demonstranten angegriffen. Deren Rauchbomben führten dazu, dass das Hotel abbrannte. Mehrere Centrum Democraten wurden verletzt, Janmaats Lebensgefährtin Wil Schuurman so schwer, dass ihr ein Bein amputiert werden musste.

## Standpunkte und Ausstrahlung

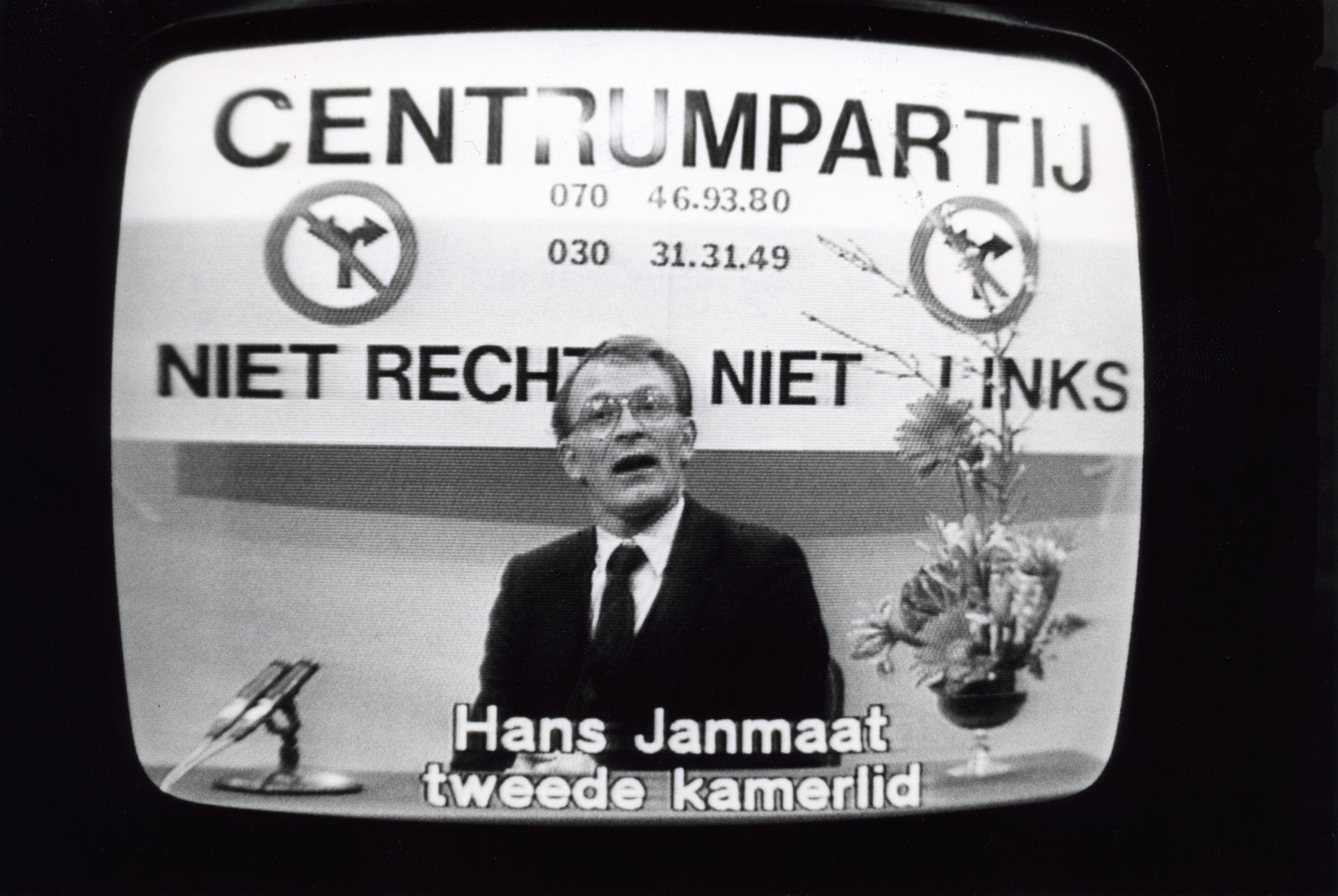
Hans Janmaat am 8. Februar 1984 während eines Wahlwerbespots

Hans Janmaat war offen einwanderungs- und fremdenfeindlich. Er wollte die multikulturelle Gesellschaft abschaffen und trat mit Slogans an die Öffentlichkeit wie voll ist voll und Eigenes Volk zuerst. Vor allem Türken und Marokkaner brachten seiner Meinung nach die niederländische Kultur in Gefahr. Des Weiteren argumentierte er ökonomisch gegen die Einwanderung. Über Justizminister Ernst Hirsch Ballin sagte Janmaat, jemand mit jüdischer Herkunft solle keine hohen Posten bekleiden. Janmaat sah sich selbst in der politischen Mitte stehend.
Janmaat wurde zwischen 1995 und 1997 mehrmals wegen Diskriminierung verurteilt. Sein Versuch, vor den Europäischen Gerichtshof gegen diese Urteile vorzugehen, endete mit seinem Tod. Der Amsterdamer Politikwissenschaftler Meindert Fennema meinte 2006, wegen der Aussagen von Janmaat über die multikulturelle Gesellschaft würde heutzutage niemand mehr verurteilt werden, sie seien Allgemeingut geworden.
Janmaat war nicht nur Hassobjekt der Linken; sein unbeholfenes soziales Auftreten machte ihn zur oft parodierten Witzfigur. 1999, nachdem er die aktive Politik verlassen hatte, wurde er in einer Fernsehsendung (Het zwarte schaap, mit Inge Diepman) über seine Erlebnisse befragt und mit alten Gegnern konfrontiert. Der lautstarke Janmaat wirkte äußerst verwirrt.
Im Parlament war er vollkommen isoliert, auch der frühere Freund Peter Lankhorst von GroenLinks ging ihm aus dem Weg. Bei seinem Tod las der Kammervorsitzende einen kurzen Text vor, in dem den Angehörigen Kraft gewünscht wurde, mit den Erinnerungen an den Verstorbenen weiterzuleben. Die meisten Kammermitglieder fehlten.

## Belege
1. ↑  VPRO: Extreemrechts in Nederland, Abruf am 1. Oktober 2010.
2. ↑  Trouw: Met excuses aan Janmaat, Abruf am 1. Oktober 2010.

| Personendaten    | Personendaten                        |
| ---------------- | ------------------------------------ |
| NAME             | Janmaat, Hans                        |
| ALTERNATIVNAMEN  | Janmaat, Johannes Gerardus Hendrikus |
| KURZBESCHREIBUNG | niederländischer Politiker           |
| GEBURTSDATUM     | 3. November 1934                     |
| GEBURTSORT       | Nes aan de Amstel                    |
| STERBEDATUM      | 9. Juni 2002                         |
| STERBEORT        | Den Haag                             |